# Paralcyoniidae
Paralcyoniidae es una familia de corales marinos que pertenecen al suborden Alcyoniina, del orden Alcyonacea, dentro de la clase Anthozoa. 
Enmarcados entre los corales blandos, ya que carecen de esqueleto, como los corales duros del orden Scleractinia, por lo que no son corales hermatípicos. Forman colonias de pólipos, unidos por una masa carnosa de cenénquima, o tejido común generado por ellos. Para darle consistencia, al carecer de esqueleto, sus tejidos contienen espículas de calcita. 
Esta familia comprende 5 géneros y 9 especies de corales, en los que el polipario al completo es retraíble dentro de una especie de cápsula base.

## Géneros
El Registro Mundial de Especies Marinas reconoce los siguientes géneros en Paralcyoniidae:
- Carotalcyon Utinomi, 1952
- Ceeceenus van Ofwegen & Benayahu, 2006
- Maasella Poche, 1914
- Nanalcyon Imahara, 2013
- Paralcyonium Milne-Edwards & Haime, 1850